# إدغار دوغلاس ريتشموند بيست
إدغار دوغلاس ريتشموند بيست هو جراح وسياسي كندي، ولد في 3 مايو 1890 في Louisbourg ‏ في كندا، وتوفي في 14 يناير 1990. نشط حزبياً في الحزب الليبرالي الكندي. وقد انتخب عضو مجلس العموم الكندي.